# Radarski višinomer
Radarski višinomer, (tudi radarski altimeter - RA, radio altimeter (RADALT), reflekcijski altimeter) je vrsta višinomera, ki meri višino s pomočjo radijskih valov - natančneje meri koliko časa potrebuje radijski signal, da se odbije od površja. Radarski višinomer tako poda višino zrakoplova nad površjem, za razliko do barometričnega, ki poda višino nad določenim datumom, npr. nivojem morja ali pa višino letališča. Radarski višinomeri po navadi merijo do višine 670 metrov (2500 čevljev) nad površjem.
Po navadi delujejo v E in Ka-spektru, kdaj pa tudi v S-pektru. Obstaja več različnih tipov: Pulse-Limited, Frequency-modulated continuous-wave radar in Delay-Doppler (SAR). 
Radarski višinomeri se po navadi uporabljajo tik pred pristankom, ko je letalo na višini 100-200 metrov nad stezo. Podajo bolj natančno višino kot barometrični. Zato so nepogrešljivimi pri instrumentalnem pristanku v slabi vidljivosti ali pa pri avtopristanku.
Po navadi jih uporabljajo večja vojaška in komercialna letala, redko jih najdemo na športnih letalih. Lovec F-111 Aardvark uporablja TFR radar za avtomatsko letenje na nizkih višinah (sledenje terenu).